# Västra Tunhems distrikt
Västra Tunhems distrikt är ett distrikt i Vänersborgs kommun och Västra Götalands län.
Distriktet ligger sydost om Vänersborg.

## Tidigare administrativ tillhörighet
Distriktet inrättades 2016 och utgörs av socknen Västra Tunhem i Vänersborgs kommun.
Området motsvarar den omfattning Västra Tunhems församling hade vid årsskiftet 1999/2000.